# Jeddah
Jeddah (đôi khi được viết là Jiddah hay Jedda; tiếng Ả Rập: جدة Ğidda phát âm Hejaz: [ˈd͡ʒɪd.da]) là một thành phố tại vùng Tihamah Hejaz trên bờ biển Đỏ và là một trung tâm đô thị lớn tại miền tây Ả Rập Xê Út. Đây là thành phố lớn nhất vùng Makkah (Mecca), có cảng biển lớn nhất trên biển Đỏ, và là thành phố lớn thứ nhì tại Ả Rập Xê Út sau thủ đô Riyadh. Jeddah là thủ phủ thương nghiệp của quốc gia này.
Jeddah là cửa ngõ chính dẫn đến thành phố linh thiêng nhất trong Hồi giáo là Mecca, là nơi những người Hồi giáo có điều kiện buộc phải đến ít nhất một lần trong đời. Thành phố cũng là cửa ngõ đến Medina, thành phố linh thiêng thứ nhì trong Hồi giáo.
Về mặt kinh tế, Jeddah đang tập trung phát triển đầu tư hơn nữa nhằm củng cố vị thế lãnh đạo về khoa học-kỹ thuật tại Ả Rập Xê Út và Trung Đông. Jeddah được xếp hạng thứ tư tại khu vực châu Phi-Trung Đông trong chỉ số thành phố sáng tạo năm 2009.
Jeddah là một trong các thành phố nghỉ dưỡng chủ yếu của Ả Rập Xê Út, và được GaWC xếp hạng là thành phố thế giới cấp gamma. Do nằm gần biển Đỏ, nên cá và hải sản chiếm ưu thế trong văn hoá ẩm thực tại Jeddah, điều này khác biệt so với những nơi khác trong nước. Thành phố được đa số người Ả Rập Xê Út cho là "khác biệt" nhằm nỗ lực xúc tiến du lịch tại thành phố, và nơi đây từng được cho là thành phố 
năng động nhất Ả Rập Xê Út.

## Từ nguyên
Có ít nhất hai cách giải thích về từ nguyên của tên gọi Jeddah, theo lời Jeddah Ibn Al-Qudaa'iy, tù trưởng của thị tộc Quda'a. Cách giải thích phổ biến hơn là tên gọi này có nguồn gốc từ جدة Jaddah, theo tiếng Ả Rập có nghĩa là "bà". Theo các đức tin dân gian phía đông, mộ của Eva (người được cho là bà của nhân loại) nằm tại Jeddah. Nhà chức trách tôn giáo bịt mộ bằng bê tông vào năm 1975 do có một số người Hồi giáo cầu nguyện tại đó.
Lữ khách người Berber Ibn Battuta đến Jeddah trong chuyến hành trình quanh thế giới của ông vào khoảng năm 1330. Ông viết tên thành phố trong nhật ký của mình là "Jiddah".
Bộ Ngoại giao và Thịnh vượng chung Anh cùng các nhánh khác của chính phủ Anh từng sử dụng kiểu chính tả cũ "Jedda", song đến năm 2007 thì đổi chính tả thành "Jeddah".
T. E. Lawrence nhận thấy rằng bất kỳ chuyển tự tên gọi Ả Rập nào sang tiếng Anh đều tuỳ tiện. Trong sách Revolt in the Desert của ông, Jeddah được viết theo ba cách khác nhau chỉ trong trang đầu tiên.
Trên các bản đồ và tài liệu chính thức của Ả Rập Xê Út, tên của thành phố được chuyển tự thành "Jeddah", cách này hiện đang thịnh hành.

## Lịch sử

### Tiền Hồi giáo
Một số nghiên cứu khảo cổ gợi ý về sự tồn tại của dân cư trong vùng Jeddah ngày nay từ thời đại đồ đá, do họ phát hiện một số đồ tạo tác và chữ viết 'Thamoud' tại wadi (thung lũng) Breiman về phía đông của Jeddah và wadi Boib về phía đông bắc của Jeddah. Một số sử gia truy nguyên việc thành lập Jeddah cho bộ lạc Bani Quda'ah, họ sống tại đây sau khi Sad (đập) Ma'rib vỡ vào năm 115 TCN. Một số người cho rằng Jeddah có dân cư trước thời bộ lạc Bani Quda'ah là các ngư dân biển Đỏ, họ xem đây là một trung tâm để ra khơi cũng như là nơi nghỉ ngơi. Theo một số tường thuật, lịch sử Jeddah có từ sơ khởi trước thời Alexandros Đại đế, ông đến thành phố từ 323 đến 356 TCN.

Các cuộc khai quật tại khu thành cổ đề xuất rằng Jeddah được bộ lạc Quda'a lập nên trong vai trò là một làng chài vào năm 522 TCN, họ rời khỏi miền trung Yemen để đến định vư tại Mecca sau khi đập Marib tại Yemen bị phá huỷ.
Thành phố Jeddah là một cảng quan trọng trong mậu dịch hương trầm của người Nabatae. Mashrabiya cổ nhất được phát hiện tại Jeddah có niên đại từ thời tiền Hồi giáo.

### Trung đại

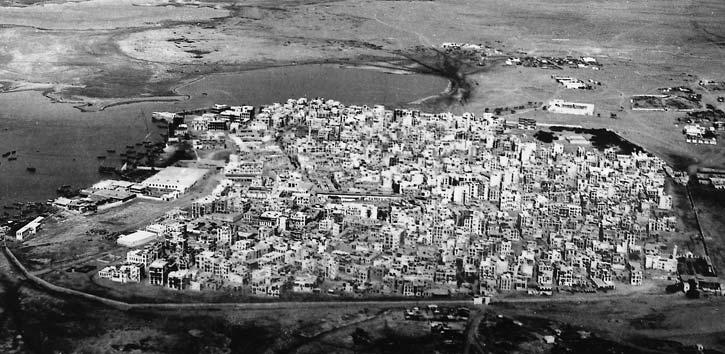
Jeddah vào năm 1938

Jeddah lần đầu được chú ý là vào khoảng năm 647, khi khalip Hồi giáo thứ ba là Uthman Ibn Affan chuyển nơi này thành một cảng cho Mecca thay cho cảng Al Shoaiba. Vào năm 703, hải tặc đến từ Vương quốc Aksum đã chiếm đóng thành phố trong một thời gian ngắn. Jeddah đã hình thành với vị thế là thành phố chính của vùng Hejaz lịch sử và là một cảng lịch sử cho những người hành hương đi bằng đường biển đến Mecca để thực hiện cuộc hành hương Hajj.
Đế quốc Umayyad kế thừa toàn bộ Đế quốc Rashindun, bao gồm cả Hejaz, và cai trị từ năm 661 đến năm 750. Jeddah duy trì là một cảng dân sự trọng yếu, phục vụ cho các ngư dân và khách hành hương bằng đường biển đến Hajj. Người ta cho rằng Lãnh địa sharif của Mecca lần đầu tiên được bổ nhiệm trong giai đoạn này, đay là một phó vương danh dự cho vùng đất thánh.
Đế quốc Abbass kế tục Umayyad vào năm 750, khalip tại Baghdad mở rộng và cai trị đế quốc cho đến năm 1258. Hejaz chỉ nằm dưới quyền cai trị của đế quốc cho đến năm 876, khi Nhà Tulun của Ai Cập giành quyền kiểm soát Ai Cập, Syria, Jordan và Hejaz. Đấu tranh quyền lực giữa Tulun và Abbas về Hejaz kéo dài trong 30 năm, kết thúc khi Nhà Tulun cuối cùng rút khỏi bán đảo Ả Rập vào năm 900. Đến năm 930, các thành phố chính của Hejaz là Medina, Mecca và Taif bị người Qarmat tấn công, song không rõ Jeddah có bị tấn công hay không. Thế lực mới tại Ai Cập là Vương triều Ikhshid đoạt quyền kiểm soát Hejaz vào đầu năm 935.
Đến năm 969, Đế quốc Fatima từ Algeria nắm quyền kiểm soát tại Ai Cập từ tay Vương triều Ikhshid và mở rộng đế quốc của họ đến Hejaz và Jeddah. Đế quốc Fatima phát triển một mạng lưới mậu dịch rộng lớn tại cả Địa Trung Hải và Ấn Độ Dương thông qua biển Đỏ.
Sau khi Saladin chinh phục Jerusalem, đến năm 1171 ông xưng là sultan của Ai Cập sau khi Fatima sụp đổ, lập ra Vương triều Ayyub. Ayyub chinh phục Hejaz bao gồm cả Jeddah vào năm 1177 dưới thời lãnh đạo của Sharif Ibn Abul-Hashim Al-Thalab (1094–1201). Trong một thời gian chiếm hữu tương đối ngắn ngủi, người Ayyub mở ra một kỷ nguyên thịnh vượng kinh tế trên vùng đất họ cai trị, và việc tạo điều kiện cùng bảo trợ của Ayyub dẫn đến hồi sinh hoạt động tri thức trong thế giới Hồi giáo. Vương triều Ayyub củng cố thế chi phối của Hồi giáo Sunni trong khu vưc bằng cách xây dựng nhiều madrasas (trường học Hồi giáo) trong các thành phố lớn của họ. Jeddah thu hút các thủy thủ và thương nhân Hồi giáo từ Sindh, Đông Nam Á và Đông Phi, cùng những nơi xa xôi khác.
Năm 1254, sau khi Ayyub tan rã, Hejaz trở thành bộ phận của Vương quốc Mamluk cũng định đô tại Cairo. Nhà thám hiểm người Bồ Đào Nha Vasco da Gama tìm được đường qua mũi Hảo Vọng và kiếm được các hoa tiêu từ bờ biển Zanzibar vào năm 1497, tấn công các đội tàu chở hàng hoá và khách hành hương Hồi giáo từ Ấn Độ đến biển Đỏ. Các thân vương của Gujarat và Yemen quay sang nhờ Ai Cập giúp đỡ. Sultan Al-Ashraf Qansuh al-Ghawri trang bị một hạm đội gồm 50 thuyền dưới quyền Hussein người Kurd. Jeddah nhanh chóng được củng cố bằng một bức tường đá, sử dụng lao động cưỡng bức, trở thành một bến cảng cho người tị nạn khỏi lực lượng Bồ Đào Nha, giúp bảo vệ bán đảo Ả Rập và biển Đỏ. Một phần tường thành vẫn tồn tại cho đến nay trong khu thành cổ. Nghĩa trang của các binh sĩ Bồ Đào Nha vẫn còn trong khu thành cổ cho đến nay và được gọi là di tích phần mộ Cơ Đốc nhân.

### Đế quốc Ottoman

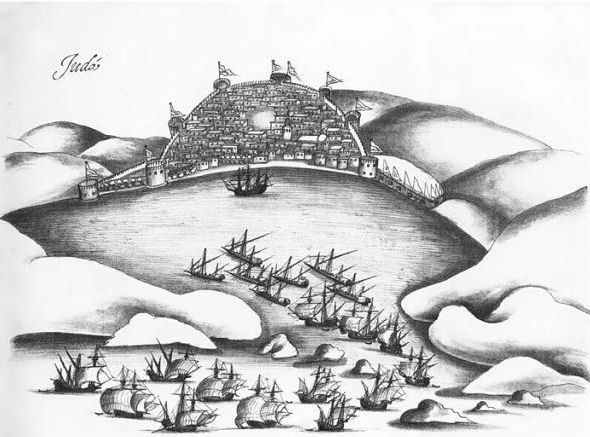
Đô đốc Ottoman Selman Reis bảo vệ Jeddah chống lại một cuộc tấn công của Bồ Đào Nha vào năm 1517.

Đến năm 1517, người Thổ Ottoman chinh phục Vương quốc Mamluk vào thời Selim I. Do vốn thuộc về Mamluk, Jeddah chuyển sang thành lãnh thổ của Ottoman. Người Ottoman xây dựng lại tường thành yếu của Jeddah vào năm 1525 sau chiến thắng của họ trước hạm đội của Lopo Soares de Albergaria trên biển Đỏ. Tường thành của người Thổ có sáu tháp canh và sáu cổng thành. Chúng được xây dựng nhằm phòng thủ Jeddah trước cuộc tấn công của Bồ Đào Nha. Trong số sáu cổng thành, cổng Mecca nằm về phía đông, còn cổng Al-Magharibah đối diện với cảng ở phía tây. Cảng Sharif quay về phía nam, các cổng còn lại là cổng Al-Bunt, cổng Al-Sham (còn gọi là cổng Gate of Al-Sharaf) và cổng Medina quay về phía bắc. Người Thổ còn xây dựng Qishla Jeddah, một thành trì nhỏ cho binh sĩ tại thành phố. Trong thế kỷ XIX, giảm còn bốn cổng thành lớn với bốn tháp canh. Các cổng lớn này là cổng Sham ở phía bắc, cổng Mecca ở phía đông, cổng Sharif ở phía nam, và cổng Al-Magharibah ở phía biển.
Năm 1802, quân Nejd chinh phục cả Mecca và Jeddah từ tay Ottoman. Đến khi Sharif Ghalib Efendi thông báo cho Sultan Mahmud II về sự viện, Sultan ra lệnh cho phó vương Ai Cập là Muhammad Ali Pasha tái chiếm thành phố. Muhammad Ali lấy lại thành công thành phố trong trận Jeddah vào năm 1813.
Đến ngày 15 tháng 6 năm 1858, náo loạn xảy ra tại thành phố, nó được cho là do một cựu cảnh sát trưởng xúi bẩy nhằm phản ứng với chính sách của Anh tại biển Đỏ, dẫn đến sát hại 25 tín đồ Cơ Đốc giáo, trong đó có các công sứ Anh và Pháp cùng thành viên gia đình họ, và các thương gia Hy Lạp giàu có. Tàu chiến của Anh HMS Cyclops đậu tại cảng, oanh kích thành phố trong hai ngày và khôi phục pháp luật-trật tự.

### Hiện đại
Trong Chiến tranh thế giới thứ nhất, Sharif Hussein bin Ali tuyên bố khởi nghĩa chống lại Đế quốc Ottoman, nhằm tìm cách độc lập khỏi người Thổ và lập nên một nhà nước Ả Rập thống nhất duy nhất trải dài từ Aleppo tại Syria đến Aden tại Yemen. Hussein tuyên bố thành lập Vương quốc Hejaz. Sau đó, Hussein có chiến tranh với Ibn Saud, tức Sultan của Nejd. Hussein thoái vị sau khi Mecca thất thủ vào năm 1924, con ông là Ali bin Hussein trở thành tân vương. Vài tháng sau, Ibn Saud chinh phục Medina và Jeddah thông qua một thoả thuận với cư dân Jeddah sau trận Jeddah thứ nhì. Ibn Saud phế truất Ali bin Hussein, và Ali phải đào thoát đến Baghdad.
Jeddah nằm dưới quyền cai trị của Vương triều Saud vào tháng 12 năm 1925. Năm 1926, Ibn Saud lấy thêm tước hiệu Quốc vương Hejaz. Jeddah để mất vị thế lịch sử trong chính trị bán đảo Ả Rập sau khi thành phố được đặt trong vùng Makkah có thủ phủ tại Mecca.
Từ năm 1928 đến năm 1932, Cung điện Khuzam mới đã được xây dựng để làm dinh thự cho Quốc vương Ibn Saud tại Jeddah. Cung điện nằm ngay phía nam của khu thành cổ và được xây dựng dưới quyền giám sát của kỹ sư Mohammed bin Awad bin Laden. Sau năm 1963, cung điện dược sử dụng làm một nhà khách hoàng gia; kể từ năm 1995, nó được sử dụng làm bảo tàng khu vực về khảo cổ học và dân tộc học.
Các tường và cổng còn lại của thành cổ bị phá huỷ vào năm 1947. Một vụ hoả hoạn vào năm 1982 phá huỷ một số toà nhà cổ trong trung tâm đô thị cổ mang tên Al-Balad, song phần lớn chúng vẫn được bảo tồn bất chấp lợi ích thương mại trong việc phá các toà nhà cũ (Naseef, Gabil) để xây các toà nhà cao tầng hiện đại. Một cuộc khảo sát trong khu vực cổ được tiến hành vào năm 1979, cho thấy rằng có khoảng 100 toà nhà truyền thống vẫn tồn tại, song số lượng các cấu trúc có giá trị lịch sử lớn lại rất ít. Năm 1990, cơ quan bảo tồn khu vực lịch sử Jeddah được thành lập.
Thành phố hiện đại được mở rộng vượt ra khỏi ranh giới cũ. Khu vực đô thị hoá chủ yếu lan về phía bắc dọc bờ biển Đỏ, vươn đến sân bay mới trong thập niên 1990 và vòng qua nó hướng đến lạch Ob'hur, cách trung tâm thành phố cổ khoảng 27 km.

## Địa lý

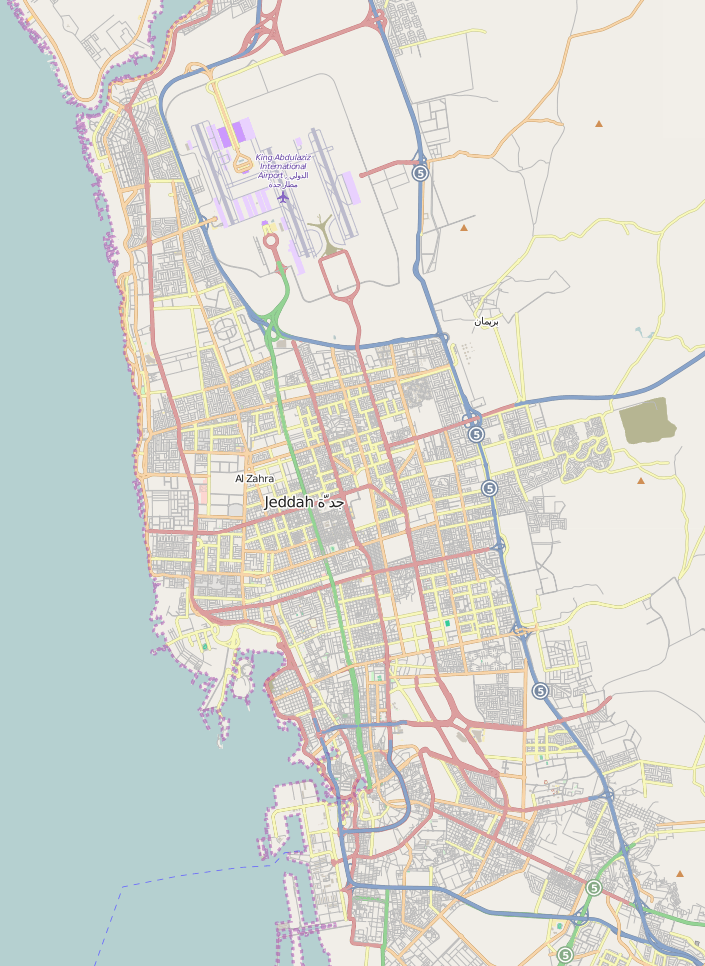
Bản đồ Jeddah từ OpenStreetMap

Jeddah nằm trên đồng bằng ven biển Đỏ của Ả Rập Xê Út (gọi là Tihamah). Jeddah thuộc vùng Tihamah Hejaz (تهامة الحجاز), bên dưới dãy Hejaz. Về lịch sử, chính trị và văn hoá, Jeddah là một thành phố chính tại tỉnh Hejaz của Ottoman, của Vương quốc Hejaz và các thể chế chính trị khu vực khác theo sử sách Hejaz.
Jeddah có khí hậu khô hạn nhiệt đới (BWh) theo phân loại khí hậu Köppen. Không như các thành phố khác tại Ả Rập Xê Út, Jeddah duy trì nhiệt độ ấm trong mùa đông, có thể dao động từ 15 °C vào lúc bình minh đến 28 °C vào buổi trưa. Nhiệt độ mùa hè cực kỳ nóng, thường vượt mức 43 °C vào buổi chiều và giảm xuống 30 °C vào buổi tối. Mùa hè cũng khá ẩm thấp, điểm sương thường vượt quá 27 °C, đặc biệt là vào tháng 9. Lượng mưa tại Jeddah nói chung là thưa thớt, và thường xuất hiện với lượng nhỏ vào tháng 11 và 12. Các cơn dông mạnh thường thấy vào mùa đông, dông vào tháng 12 năm 2008 lớn nhất trong lịch sử gần đây, với lượng mưa đạt khoảng 80 mm. Nhiệt độ thấp nhất từng ghi nhận được tại Jeddah là 9,8 °C vào ngày 10 tháng 2 năm 1993. Nhiệt độ cao nhất từng ghi nhận được tại Jeddah là 52 °C vào ngày 22 tháng 6 năm 2010.
Ngày 25 tháng 11 năm 2009, Jeddah và các khu vực khác trong vùng Makkah bị một trận lụt nặng. Trận lụt khiến hơn 120 người chết, gây thiệt hại tàn sản hàng triệu riyal.
Các cơn bão bụi xảy ra vào mùa hè và thỉnh thoảng trong mùa đông, chúng đến từ các hoang mạc trên bán đảo Ả Rập hoặc từ Bắc Phi.
Ô nhiễm không khí là một vấn đề đối với Jeddah, đặc biệt là vào những ngày hè nóng nực. Thành phố từng trải qua các trận cháy rừng cây bụi, cháy bãi rác thải, và ô nhiễm từ hai khu công nghiệp ở phía bắc và phía nam của vùng đại đô thị. Một nhà máy xử lý nước và cảng biển cũng góp phần vào ô nhiễm nước. Tuy nhiên, phần lớn bờ biển được cho là an toàn và sạch sẽ.
| Dữ liệu khí hậu của Jeddah (1985-2010)  | Dữ liệu khí hậu của Jeddah (1985-2010) | Dữ liệu khí hậu của Jeddah (1985-2010) | Dữ liệu khí hậu của Jeddah (1985-2010) | Dữ liệu khí hậu của Jeddah (1985-2010) | Dữ liệu khí hậu của Jeddah (1985-2010) | Dữ liệu khí hậu của Jeddah (1985-2010) | Dữ liệu khí hậu của Jeddah (1985-2010) | Dữ liệu khí hậu của Jeddah (1985-2010) | Dữ liệu khí hậu của Jeddah (1985-2010) | Dữ liệu khí hậu của Jeddah (1985-2010) | Dữ liệu khí hậu của Jeddah (1985-2010) | Dữ liệu khí hậu của Jeddah (1985-2010) | Dữ liệu khí hậu của Jeddah (1985-2010) |
| Tháng                                   | 1                                      | 2                                      | 3                                      | 4                                      | 5                                      | 6                                      | 7                                      | 8                                      | 9                                      | 10                                     | 11                                     | 12                                     | Năm                                    |
| --------------------------------------- | -------------------------------------- | -------------------------------------- | -------------------------------------- | -------------------------------------- | -------------------------------------- | -------------------------------------- | -------------------------------------- | -------------------------------------- | -------------------------------------- | -------------------------------------- | -------------------------------------- | -------------------------------------- | -------------------------------------- |
| Cao kỉ lục °C (°F)                      | 35.0 (95.0)                            | 36.0 (96.8)                            | 40.2 (104.4)                           | 44.5 (112.1)                           | 48.2 (118.8)                           | 52.0 (125.6)                           | 47.0 (116.6)                           | 46.0 (114.8)                           | 48.0 (118.4)                           | 46.4 (115.5)                           | 40.0 (104.0)                           | 37.0 (98.6)                            | 52.0 (125.6)                           |
| Trung bình ngày tối đa °C (°F)          | 29.0 (84.2)                            | 29.5 (85.1)                            | 31.8 (89.2)                            | 34.9 (94.8)                            | 37.2 (99.0)                            | 38.3 (100.9)                           | 39.4 (102.9)                           | 38.8 (101.8)                           | 37.6 (99.7)                            | 36.7 (98.1)                            | 33.5 (92.3)                            | 30.7 (87.3)                            | 34.8 (94.6)                            |
| Trung bình ngày °C (°F)                 | 24.5 (76.1)                            | 24.8 (76.6)                            | 26.1 (79.0)                            | 28.5 (83.3)                            | 30.2 (86.4)                            | 31.2 (88.2)                            | 32.7 (90.9)                            | 32.7 (90.9)                            | 31.5 (88.7)                            | 29.8 (85.6)                            | 27.4 (81.3)                            | 25.9 (78.6)                            | 28.8 (83.8)                            |
| Tối thiểu trung bình ngày °C (°F)       | 20.3 (68.5)                            | 20.1 (68.2)                            | 21.4 (70.5)                            | 22.1 (71.8)                            | 24.0 (75.2)                            | 24.8 (76.6)                            | 26.6 (79.9)                            | 27.6 (81.7)                            | 26.4 (79.5)                            | 24.1 (75.4)                            | 22.3 (72.1)                            | 21.0 (69.8)                            | 23.4 (74.1)                            |
| Thấp kỉ lục °C (°F)                     | 11.0 (51.8)                            | 9.8 (49.6)                             | 10.0 (50.0)                            | 12.0 (53.6)                            | 16.4 (61.5)                            | 20.0 (68.0)                            | 20.5 (68.9)                            | 22.0 (71.6)                            | 17.0 (62.6)                            | 15.6 (60.1)                            | 15.0 (59.0)                            | 11.4 (52.5)                            | 9.8 (49.6)                             |
| Lượng mưa trung bình mm (inches)        | 9.9 (0.39)                             | 3.7 (0.15)                             | 2.9 (0.11)                             | 2.8 (0.11)                             | 0.2 (0.01)                             | 0.0 (0.0)                              | 0.3 (0.01)                             | 0.5 (0.02)                             | 0.1 (0.00)                             | 1.1 (0.04)                             | 26.4 (1.04)                            | 13.1 (0.52)                            | 61.0 (2.40)                            |
| Độ ẩm tương đối trung bình (%)          | 60                                     | 60                                     | 60                                     | 57                                     | 56                                     | 58                                     | 53                                     | 59                                     | 67                                     | 66                                     | 65                                     | 63                                     | 60                                     |
| Nguồn: Trung tâm Khí hậu Khu vực Jeddah |                                        |                                        |                                        |                                        |                                        |                                        |                                        |                                        |                                        |                                        |                                        |                                        |                                        |

| 1                 | 2                 | 3                 | 4                 | 5                 | 6                 | 7                 | 8                 | 9                 | 10                | 11                | 12                |
| ----------------- | ----------------- | ----------------- | ----------------- | ----------------- | ----------------- | ----------------- | ----------------- | ----------------- | ----------------- | ----------------- | ----------------- |
| 26,3 °C (79,3 °F) | 25,7 °C (78,3 °F) | 25,8 °C (78,4 °F) | 26,8 °C (80,2 °F) | 28,1 °C (82,6 °F) | 29,0 °C (84,2 °F) | 30,6 °C (87,1 °F) | 31,6 °C (88,9 °F) | 31,1 °C (88,0 °F) | 30,7 °C (87,3 °F) | 29,1 °C (84,4 °F) | 27,9 °C (82,2 °F) |

## Kinh tế

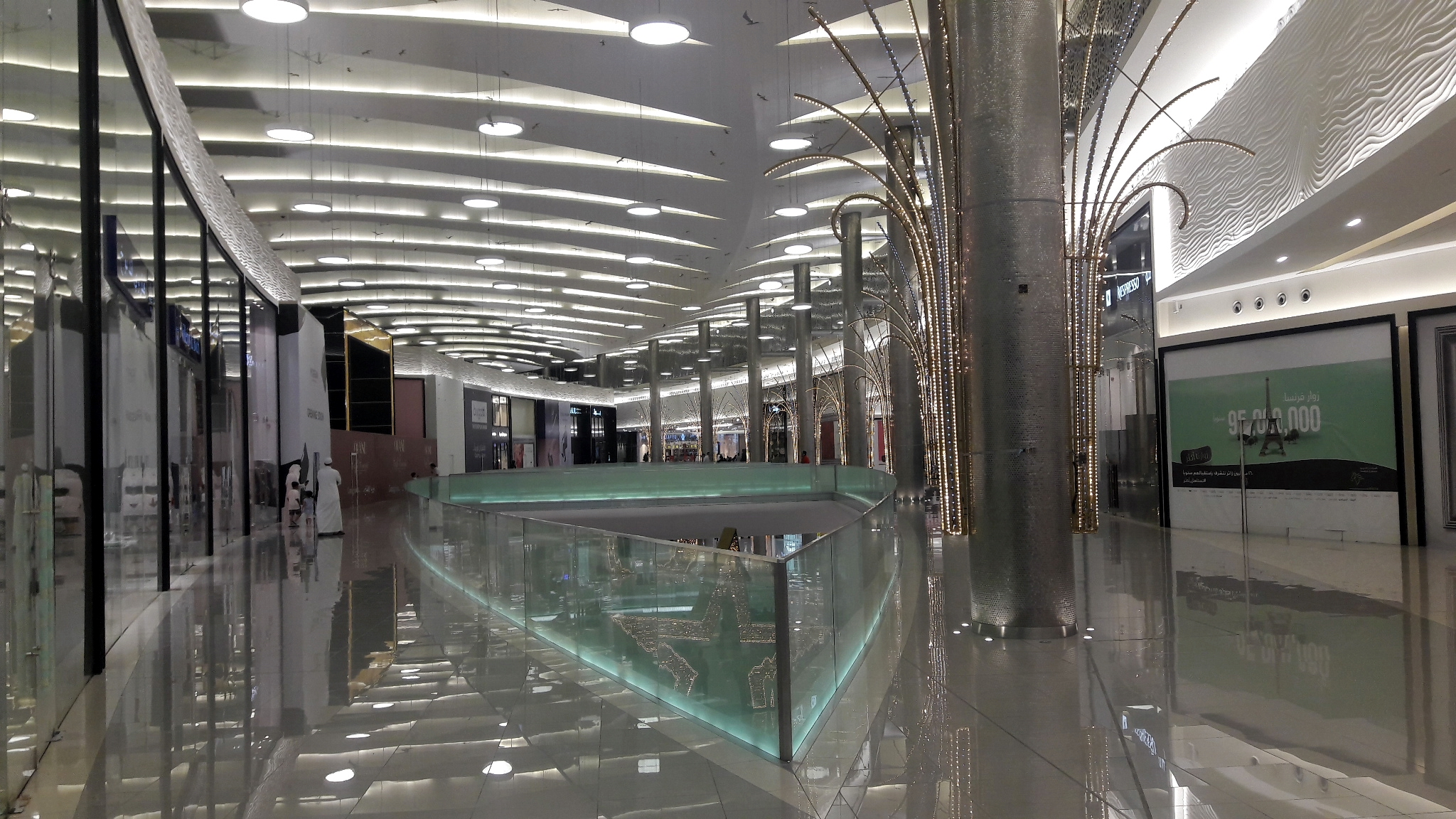
Mall of Arabia là khu mua sắm lớn nhất tại Jeddah.

Jeddah từ lâu đã là một thành phố cảng, ngay cả trước khi được xác định là thành phố cảng cho Mecca thì Jeddah đã là một trung tâm mậu dịch của khu vực. Trong thế kỷ XIX, các loại hàng hoá như xà cừ, mai rùa, hương trầm và gia vị thường được xuất khẩu từ thành phố. Ngoài ra, nhiều mặt hàng nhập khẩu đến thành phố để vận chuyển tiếp đến Suez, châu Phi hay châu Phi. Nhiều hàng hoá đi qua Jeddah dù thậm chí chúng không xuất hiện trong thành phố cũng như trên bán đảo Ả Rập.
Mọi thủ đô tại Trung Đông và Bắc Phi đều nằm trong phạm vi hai giờ bay từ Jeddah, khiến nơi đây trở thành trung tâm thương nghiệp lớn thứ nhì Trung Đông sau Dubai.
Ngoài ra, khu công nghiệp của Jeddah là đô thị công nghiệp lớn thứ tư toàn quốc sau Riyadh, Jubail và Yanbu.
Phố Quốc vương Abdullah là một trong những phố quan trọng nhất tại Jeddah và chạy từ đường Quốc vương Fahd gần bờ biển phía tây Jeddah đến cực đông của thành phố. Phố này nổi tiếng vì có nhiều văn phòng doanh nghiệp và phát triển thương nghiệp. Nó sẽ nằm gần lối vào HSR tại ga đường sắt trung tâm Jeddah giúp liên kết thành phố với Mecca, Medina và Thành phố kinh tế Quốc vương Adullah (KAEC). Trên phố còn có cột cờ cao nhất thế giới với 170 m.
Phố Tahaliyah là một con phố thời trang và mua sắm quan trọng tại trung tâm Jeddah. Trên phố có nhiều cửa hàng cao cấp. Phố được chính quyền đổi tên thành "đường Hoàng tử Mohammad bin Abdul Aziz", song tên chính thức không được sử dụng phổ biến. Nó cũng là phố xa hoa nhất tại Jeddah.
Đường Madina là một trong các phố quan trọng nhất tại Jeddah. Nó liên kết các khu phía nam với phía bắc, và có hầu hết các văn phòng và phòng trưng bày lớn của các công ty. Đây là đường đi đến sân bay Quốc vương AbdulAziz.

## Văn hoá

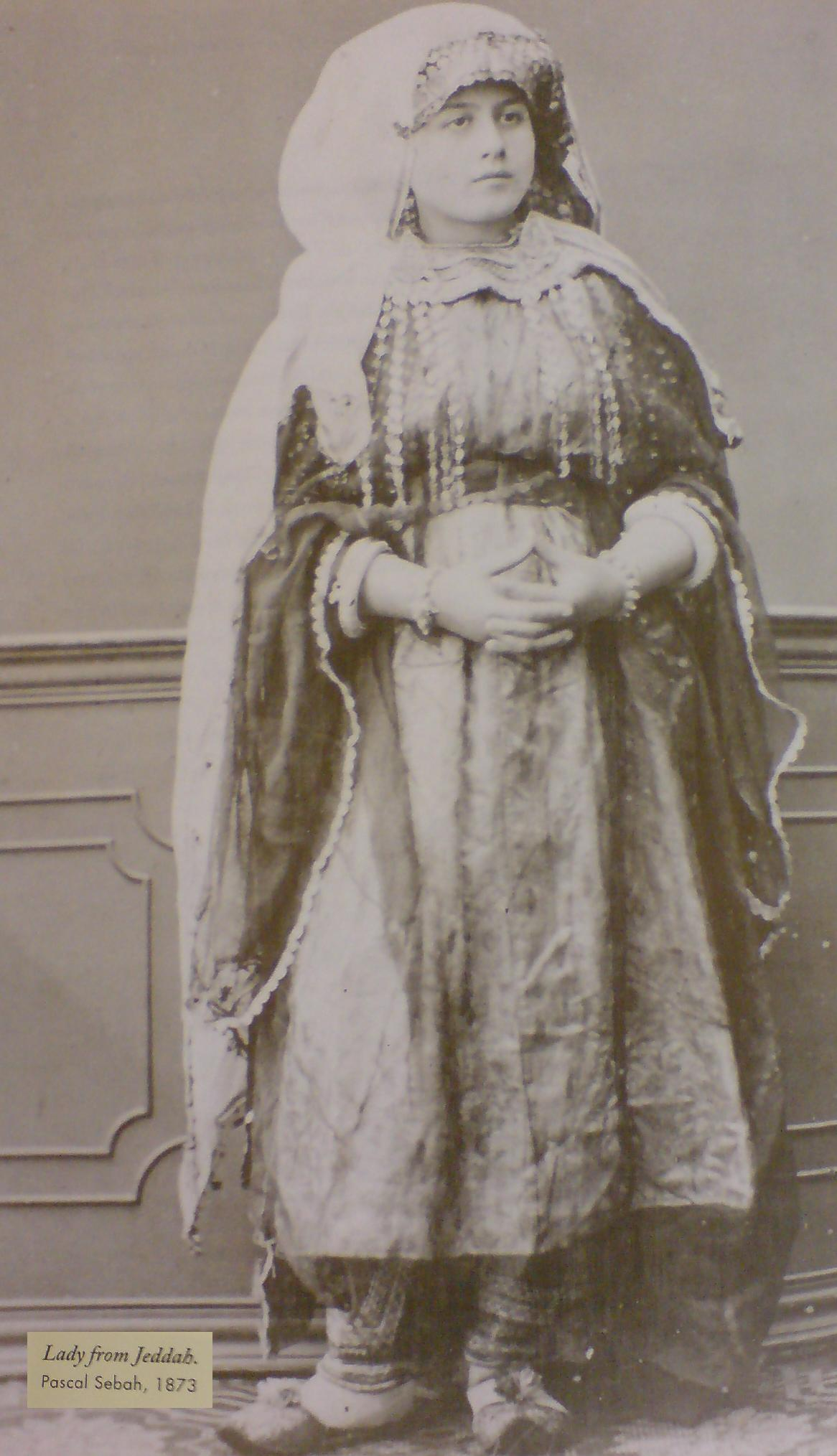
Một phụ nữ từ Jeddah trong trang phục truyền thống, 1873.

Hầu hết công dân là tín đồ Hồi giáo Sunni. Chính phủ, toà án, pháp luật dân sự và hình sự thi hành một quy tắc đạo đức được thiết lập theo Shari'ah. Một thiểu số rất nhỏ công dân Ả Rập Xê Út là người Hồi giáo Shia, ngoài ra còn một lượng lớn người lao động ngoại quốc.
Thành phố có trên 1.300 thánh đường. Pháp luật không chấp nhận các toà nhà, sách, biểu trưng và biểu lộ tín ngưỡng của các tôn giáo khác. Tuy nhiên, hành đạo riêng tư không liên quan đến người Hồi giáo và cũng không xúc phạm trật tự công công và đạo đức đôi khi sẽ được dung thứ.
Kể từ thế kỷ VII, Jeddah đón hàng triệu người hành hương Hồi giáo từ khắp thế giới trên đường đến Hajj. Điều này có tác động lớn đến xã hội, tôn giáo và kinh tế của Jeddah. Nó cũng dẫn tới các nguy cơ dịch bệnh hàng năm, được người địa phương gọi là "dịch Hajj", một thuật ngữ chung cho các loại bệnh virut khác nhau.
Jeddah có lưu hành bốn tờ báo tiếng Ả Rập lớn là Asharq Al-Awsat, Al Madina, Okaz và Al Bilad, và có hai báo tiếng Anh lớn là Saudi Gazette và Arab News. Okaz và Al-Madina là các báo chính của Jeddah và một số thành phố khác tại Ả Rập Xê Út, họ tập trung phần lớn vào địa phương. Jeddah là thị trường phát thanh và truyền hình lớn nhất tại Ả Rập Xê Út, các đài truyền hình phục vụ thành phố gồm có Saudi TV1, Saudi TV2, Saudi TV Sports, Al Ekhbariya, mạng lưới các kênh ART và hàng trăm nhà cung cấp truyền hình cáp, vệ tinh và chuyên biệt khác. Tháp truyền hình Jeddah TV cao 250 m, có một tầng quan sát.
Kiểu ngôn ngữ đặc trưng của khu vực Jeddah được gọi là phương ngữ Hejaz, nó nằm trong số các giọng dễ nhận biết nhất trong tiếng Ả Rập.

### Ẩm thực

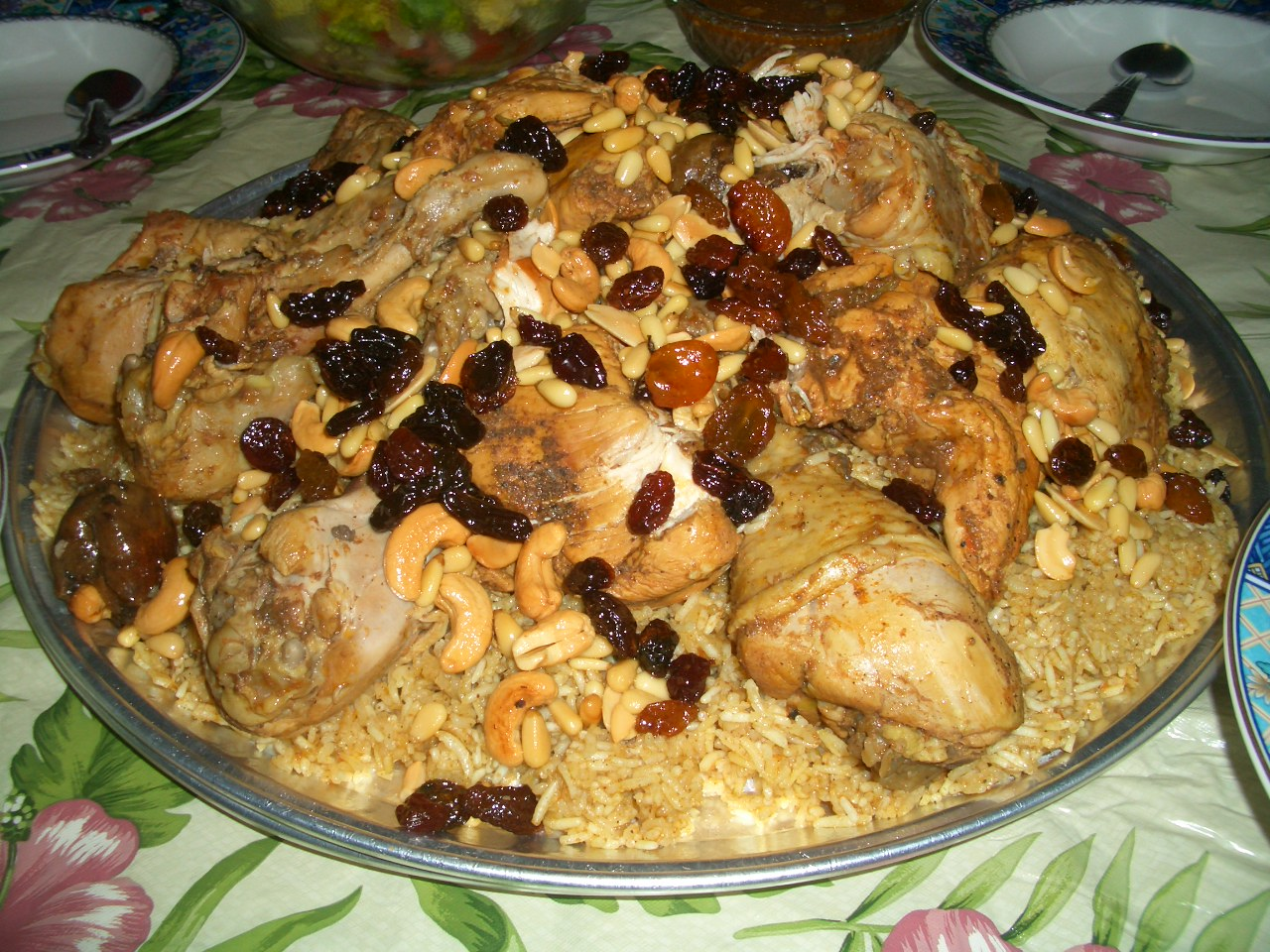
Kabsa của Ả Rập Xê Út

Thành phần dân tộc đa dạng có ảnh hưởng đến ẩm thực truyền thống của Jeddah. Giống như các thành phố khác trong nước, món Kabsa trở nên phổ biến trong dân chúng Jeddah, thường được làm với thịt gà thay vì thịt cừu non. Món Mandi của Yemen cũng phổ biến cho bữa trưa. Ẩm thực Jeddah cũng nổi tiếng với các món như Mabshoor, Mitabbak, Foul, Areika, Hareisa, Kabab Meiroo, Shorabah Hareira (súp Hareira), Migalgal, Madhbi (gà nướng trên đá), Madfun, Magloobah, Kibdah, Manzalah (thường ăn trong Eid ul-Fitr), Ma'asoob, Magliya (phiên bản địa phương của falafel), Saleeig, hummus, Biryani, Ruz Kabli, Ruz Bukhari, và Saiyadyia có thể tìm được trong nhiều nhà hàng truyền thống quanh thành phố.
Các món nổi tiếng của Yemen là Ma'soub, fahsa và đậu trứng cũng nổi tiếng tại Jeddah. Các món thị nướng như shawarma, kofta và kebab có thị trường tốt tại Jeddah. Trong dịp Ramadan, sambousak và ful đặc biệt phổ biến trong bữa iftar vào buổi tối. Các món này được phục vụ trong các nhà hàng Liban, Syria và Thổ Nhĩ Kỳ.
Chuỗi thức ăn nhanh địa phương phổ biến nhất là Al Baik, khởi đầu từ năm 1974, có các chi nhánh tại Jeddah và các thành phố lân cận là Mecca, Medina và Yanbu. Món chính của họ là gà quay và các loại hải sản. Các cửa hàng thức ăn nhanh địa phương khác cũng nổi lên như Al Tazaj, họ phục vụ gà nướng (gọi là Farooj) tại một điểm thuộc Tahina với hành và gia vị. Foultameez phục vụ Foul và Tameez; Kudu và Herfy phục vụ đồ ăn nhanh phương Tây; Halawani phục vụ các biến thể địa phương của Shawerma; và Shawermatak đi tiên phong trong bán Shawerma cho người ngồi trên ô tô. Chuỗi đồ ăn nhanh phổ biến khác là Hot and Crispy, một thương hiệu nhượng quyền Ả Rập nổi tiếng với món khoai tây chiên xoắn có gia vị.
Các món ăn Ấn Độ, Bangladesh, Pakistan và các quốc gia châu Á khác cũng phổ biến. Jeddah cũng có các nhà hàng đồ ăn Ý, Pháp và Mỹ.

### Nghệ thuật
Trong thời kỳ bùng nổ dầu mỏ vào cuối thập niên 1970 và thập niên 1980, diễn ra một nỗ lực của công dân nhằm đưa nghệ thuật đến các khu vực công cộng tại Jeddah. Do đó, Jeddah có một lượng lớn các công trình điêu khắc và tác phẩm nghệ thuật ngoài trời, điển hình là nằm trên các đảo tròn giao thông, khiến thành phố trở thành một trong những không gian trưng bày nghệ thuật ngoài trời lớn nhất thế giới. Các công trình điêu khắc gồm những tác phẩm của Jean/Hans Arp, César Baldaccini, Alexander Calder, Henry Moore, Joan Miró và Victor Vasarely. Chúng thường mô tả các món đồ truyền thống của Ả Rập Xê Út như bình cà phê, đèn hương, cây cọ. Do truyền thống Hồi giáo cấm chỉ mô tả các sinh vật, đặc biệt là hình thể con người, nên đã tạo ra một số tác phẩm nghệ thuật hiện đại rất sáng tạo, cũng như kỳ lạ. Chúng gồm có một bộ hình học khổng lồ, một xe đạp khổng lồ, một khối bê tông cực lớn với một vài xe hơi nhô ra từ cạnh lẻ của nó. Một công trình điêu khắc mang tính kỷ niệm của Aref Rayess được dành cho Allah (Thượng đế).
Có khoảng một chục bảo tàng hoặc phòng triển lãm tại Jeddah, với các mục đích giáo dục và tính chuyên nghiệp khác nhau. Chúng gồm có Bảo tàng Khu vực Jeddah về Khảo cổ học và Nhân loại học, Bảo tàng Chính quyền thành phố Jeddah, Nhà Nasseef, Bảo tàng Di sản Nhân văn, Bảo tàng Abdul Rauf Hasan Khalil và Bảo tàng Di sản Nghệ thuật.

## Cảnh quan

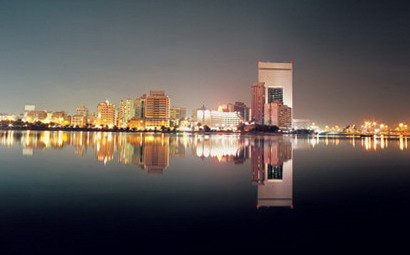
Quang cảnh Al-Balad (khu kinh doanh Jeddah)

Khu thành cổ từng có các toà nhà cao tầng và nhà ở của thương gia truyền thống, song chúng đã phải nhường đất cho các dự án phát triển hiện đại hơn. Tuy thế, khu thành cổ có đóng góp cho bản sắc văn hoá của Ả Rập Xê Út, bảo tồn các toà nhà truyền thống. Thành phố có nhiều khu nghỉ dưỡng nổi tiếng, nhiều nơi nổi tiếng vì bảo tồn được đời sống hải dương dưới biển Đỏ và rạn san hô ngoài khơi.
Jeddah có hàng chục lãnh sự quán của các quốc gia khác, trong đó có Hoa Kỳ, Trung Quốc, Nhật Bản, Nga, Ấn Độ, Đức, Pháp, Anh, Ý, Hàn Quốc, Philippines, các quốc gia thuộc Tổ chức Hợp tác Hồi giáo và Liên đoàn Ả Rập.
Jeddah lịch sử nằm tại bờ đông của biển Đỏ. Từ thế kỷ VII, nơi đây trở thành một cảng lớn đối với các tuyến mậu dịch trên Ấn Độ Dương, đưa hàng hoá đến Mecca. Thành phố còn là cửa ngõ để khách hành hương Hồi giáo đến Mecca bằng đường biển. Hai vai trò này khiến thành phố phát triển thành một trung tâm đa văn hoá thịnh vượng, có đặc điểm là truyền thống kiến trúc đặc trưng, bao gồm các nhà tháp được tầng lớp tinh hoa buôn bán xây dựng vào cuối thế kỷ XIX, kết hợp truyền thống toà nhà bằng san hô ven bờ biển Đỏ với ảnh hưởng và đồ tạo tác từ dọc các tuyến đường mậu dịch.
Harrat Al-Mathloum là khu nằm tại đông bắc, được đặt tên theo Abdulkarim Al-Barzangi, một thủ lĩnh khởi nghĩa Hejaz chống lại Ottoman, gồm có một số địa danh là: Dar Al-Qabil, Dar Al-Ba'ashin, Dar Al-Sheikh. Thánh đường Al-Shafi'i là thánh đường cổ nhất trong đô thị, tháp giáo đường của nó được xây dựng vào thế kỷ XIII, các cột trụ có niên đại từ thời Ottoman. Thánh đường Uthman bin Affan còn được gọi là thánh đường Gỗ mun do có hai cột trụ bằng gỗ mun, nó được nói đến trong các tác phẩm của Ibn Battuta và Ibn Jubayr. Thánh đường Al-Mia'mar được xây vào thế kỷ XVII. Souq Al-Jama là một trong các khu chợ cổ nhất trong đô thị.
Harrat Al-Sham (khu Levant) là khu nằm tại phía bắc và đặt theo hướng của nó, có các địa danh là Dar Al-Serti, Dar Al-Zahid, Dar Al-Banajah, thánh đường Al-Basha được xây dựng vào năm 1735.
Harrat Al-Yemen (khu Yemen) nằm tại phía nam, có các địa danh: Dar Al-Jamjom, Dar Al-Sha'araoui, Dar Al-Abdulsamad, Dar Al-Kayal, Beit Al-Matbouli, Beit Al-Joghadar, còn Beit Nasseef là điểm nổi tiếng nhất tại khu thành cổ, được xây dựng vào năm 1881 và là dinh thự hoàng gia của Ibn Saud sau khi chinh phục thành phố.
Harrat Al-Bahar (khu ven biển) nằm tại phía tây nam, có các địa danh như Dar Al-Radwan và Dar Al-Nimr

## Địa danh

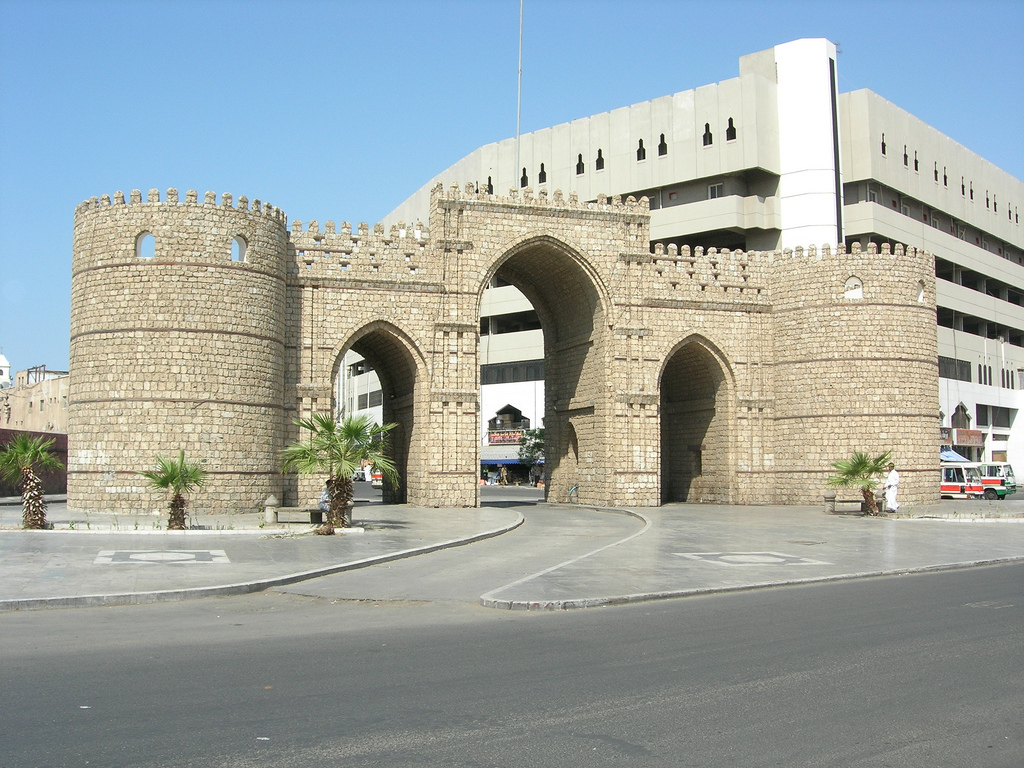
Bab Makkah

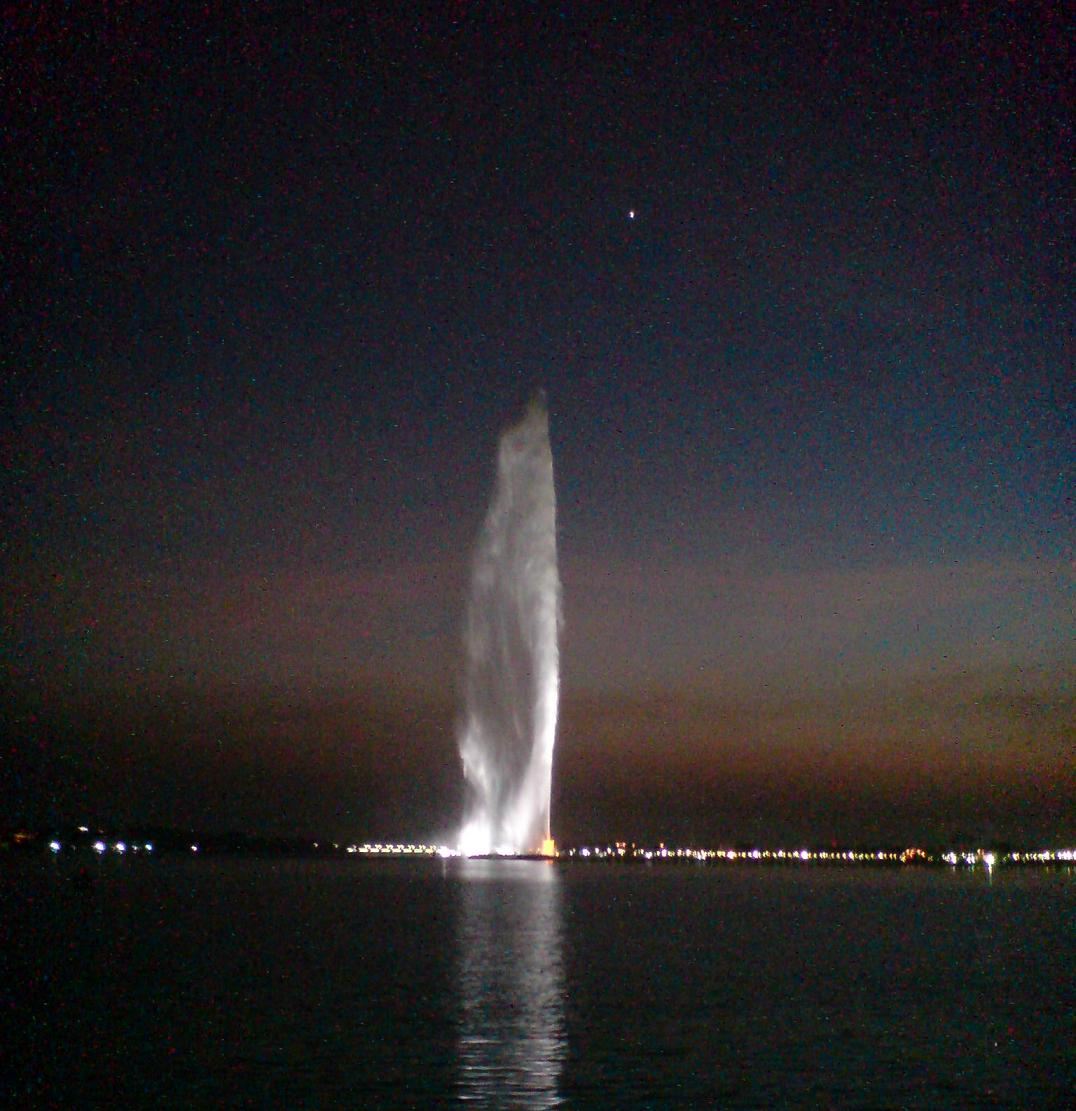
Đài phun nước Quốc vương Fahd tại Jeddah.

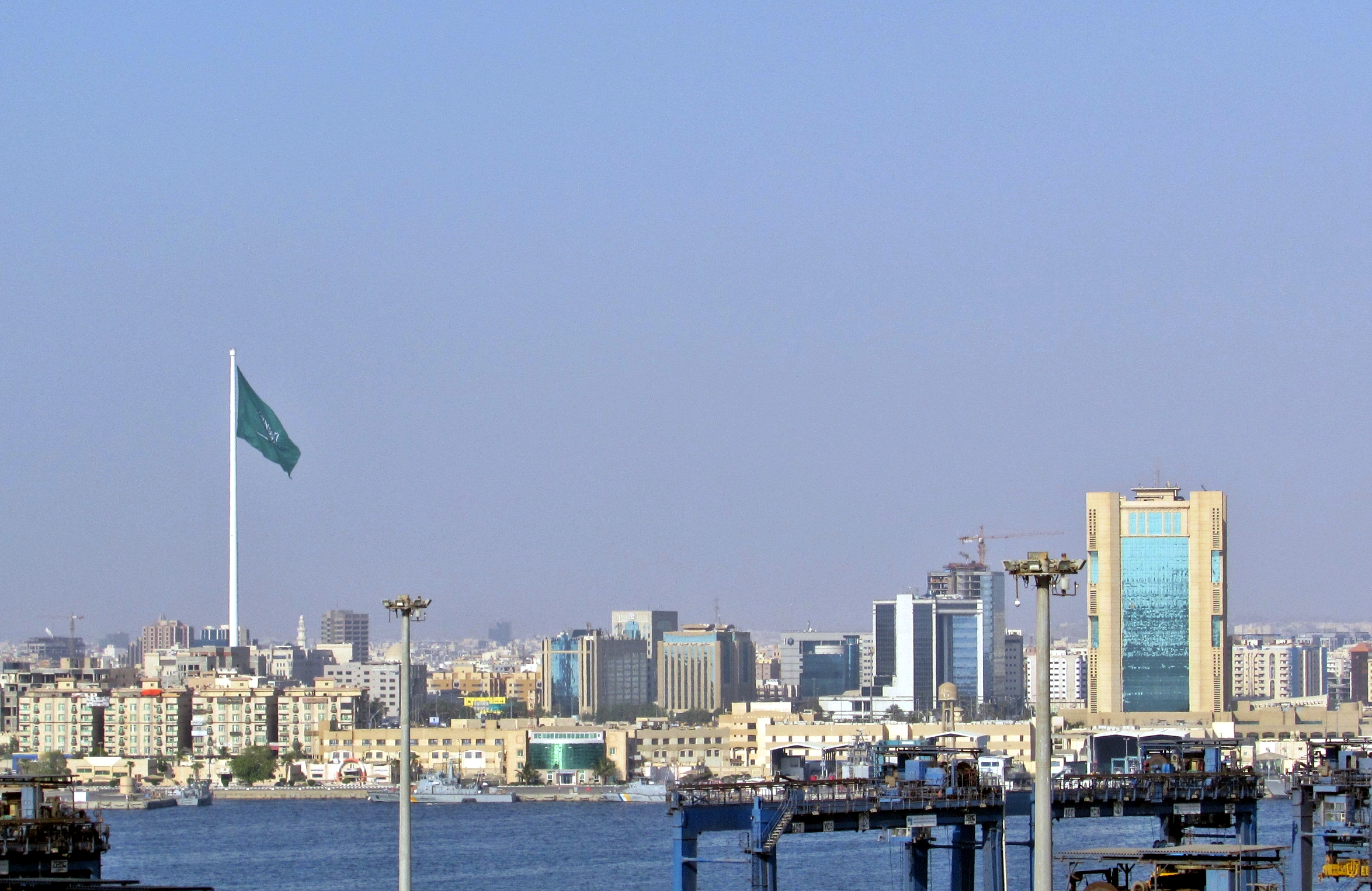
Cột cờ cao nhất thế giới

Bảo tàng Abdul Raouf Khalil do Sheikh Abdul Raouf Khalil lập ra vào năm 1996, nó không chỉ trưng bày di sản văn hoá Hồi giáo phong phú của thành phố mà còn về lịch sử tiền Hồi giáo tại địa phương có niên đại 2500 năm với các nền văn minh khác nhau. Bảo tàng nằm tại khu trung tâm, có bộ sưu tập quy mô lớn gồm các hạng mục và đồ tạo tác thuộc người Thổ Ottoman và các bộ lạc ngư dân từng cư trú trong khu vực.
Đài phun nước Quốc vương Fahd được xây dựng trong thập niên 1980, cao 312 m và có thể nhìn thấy từ khoảng cách xa, đây là tia nước cao nhất trên thế giới theo Kỷ lục Guinness Thế giới. Đài phun nước được Quốc vương Fahd bin Abdul Aziz tặng cho thành phố Jeddah, và được đặt tên theo ông.
Thánh đường Al-Rahmah đôi khi còn được gọi là thánh đường nổi do được xây trên mặt nước, kết hợp kiến trúc cổ kim, được xây dựng vào năm 1985. Đây là một điểm phổ biến đối với du khách và người bản địa muốn ở bên bờ biển. Thánh đường Quốc vương Saud là thánh đường lớn nhất trong thành phố, được xây dựng vào năm 1987 và thể hiện đặc điểm kiến trúc Hồi giáo.
Sân vận động Al-Jawhara được khánh thành vào năm 2014, nằm tại phía bắc của Jeddah và chủ yếu được sử dụng cho bóng đá. Sân vận động này có sức chứa tối đa là 62.241 chỗ ngồi, là sân vận động lớn nhất thành phố và lớn thứ nhì tại Ả Rập Xê Út.
Tháp NCB được xây dựng vào năm 1983 và được cho là tháp cao nhất Ả Rập Xê Út trong thập niên 1980, với chiều cao trên 235 m, Ngân hàng Thương mại Quốc gia (NCB) là ngân hàng đầu tiên của Ả Rập Xê Út. Tháp IDB là của Ngân hàng Phát triển Hồi giáo, là một tổ chức tài trợ phát triển đa phương, được chính thức hoạt động từ năm 1975. Tháp Chính quyền thành phố Jeddah là trụ sở của khu đô thị Jeddah, là một trong các toà nhà cao nhất thành phố.
Tháp Jeddah từng được gọi là Tháp Kingdom, được Hoàng tử Al-Waleed bin Talal xây dựng tại thành phố với chiều cao dự tính là 1 km. Khi hoàn thành, nó sẽ nhà toà nhà cao nhất trên thế giới. Toà nhà được giảm quy mô so với đề xuất ban đầu là 1,6 km, do nền đất tỏ ra không thích hợp. Độ cao chính xác được giữ kín trong khi xây dựng, tương tự như Burj Khalifa, Công tác xây dựng bắt đầu vào năm 2013 và theo kế hoạch sẽ hoàn thành vào năm 2019.
Tháp King Road là một toà nhà thương mại và văn phòng, tường ngoài của toà nhà được sử dụng cho quảng cáo. Toà nhà cũng có một sân đỗ trực thăng trên mái. Tháp King Road có màn hinh hiển thị LED lớn nhất thế giới trên tường của toà nhà. Tháp Al Jawharah là một toà nhà ở cao tầng, là cấu trúc cao thứ ba tại Jeddah khi hoàn thành vào năm 2014.
Quảng trường Quốc vương Abdullah là một giao lộ giữa đường Andalus và đường Quốc vương Abdullah, có cột cờ cao nhất thế giới với 171 m và nặng 570 kg. Nó vượt qua cột cờ Dushanbe để trở thành cột cờ cao nhất thế giới từ năm 2014.

## Giáo dục
Tính đến  năm 2005, Jeddah có 849 trường học công lập và tư thục cho nam sinh, và 1.179 trường học công lập và tư thục cho nữ sinh. Ngôn ngữ giảng dạy trong các trường học công lập và tư thục thường là tiếng Ả Rập, còn tiếng Anh được nhấn mạnh như ngôn ngữ thứ hai. Tuy nhiên, một số trường học tư thục do các thể chế ngoại quốc quản lý cho giảng dạy bằng tiếng Anh.
Jeddah có các trường đại học: Đại học Quốc vương Abdulaziz, Đại học Quốc vương Abdullah về Khoa học và Kỹ thuật, Đại học Mở Ả Rập, Đại học Effat, Đại học Kinh doanh và Kỹ thuật (UBT), Học viện Giáo viên và các trường cao đẳng khác.
Thư viện trung tâm tại Đại học Abdulaziz (cơ sở chính) là một toà nhà năm tầng, có một bộ sưu tập lớn các sách tiếng Ả Rập và tiếng Anh, các sách và tài liệu hiếm cũng như tiếp cận một số kho dữ liệu trực tuyến. Thư viện mở cửa cho công chúng tiếp cận và cho phép mượn sách sau khi xin một thẻ thư viện. Thứ bảy dành riêng cho khách nữ.
Thư viện công cộng Quốc vương Abdul Aziz là một tổ chức nhân đạo, được thành lập vào năm 1985. Thư viện tập trung vào di sản Hồi giáo và Ả Rập cùng lịch sử của vương quốc. Thư viện được chia thành ba nhánh cho nam giới, nữ giới và trẻ em.

## Giao thông

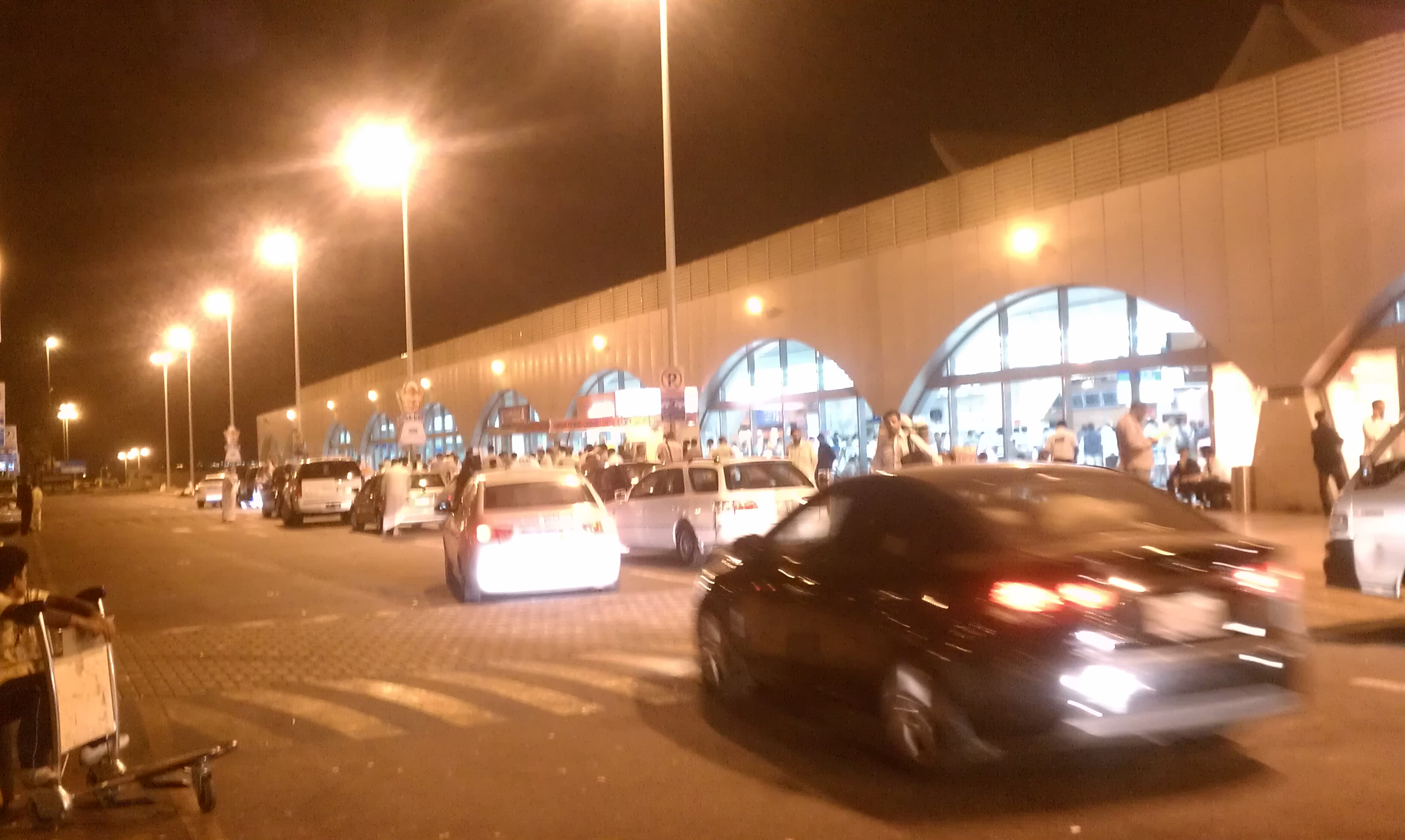
Sân bay quốc tế Quốc vương Abdulaziz

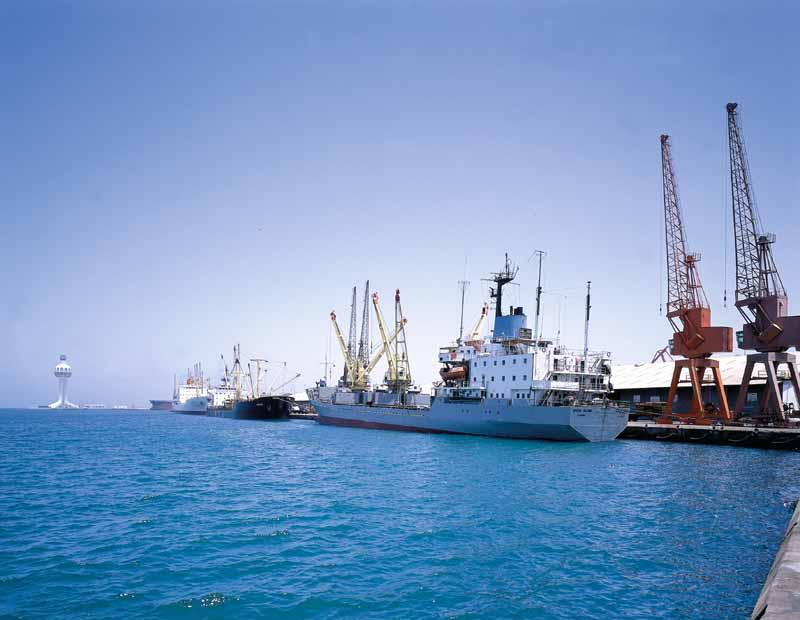
Hải cảng Jeddah

Jeddah sở hữu Sân bay quốc tế Quốc vương Abdulaziz, với bốn ga hành khách. Sân bay có một ga dành riêng cho Hajj, đây là một ga ngoài trời đặc biệt gồm các lều lớn màu trắng, được dựng lên để giải quyết cho hơn hai triệu khách hành hương thông quan sân bay trong mùa Hajj. Ga phía nam được sử dụng cho các chuyến bay của Saudia và Flynas, còn ga phía bắc phục vụ các hãng hàng không nước ngoài. Một kế hoạch nhằm mở rộng sân bay đang được phát triển. Ga hoàng gia là ga đặc biệt dành cho khách quan trọng, nguyên thủ ngoại quốc, và hoàng tộc Saud. Một phần của sân bay là căn cứ không quân Quốc vương Abdullah, từng được Liên quân sử dụng trong Chiến tranh vùng Vịnh vào năm 1991.
Hải cảng Jeddah là hải cảng nhộn nhịp thứ 25 thế giới về lượng container vào năm 2016, cảng chiếm phần lớn vận chuyển thương mại của Ả Rập Xê Út.
Xa lộ 40 bắt đầu tại Jeddah, nối đến các thành phố Mecca, Riyadh, và Dammam trên bờ biển phía đông. Jeddah không có hệ thống vận chuyển nhanh nào, song một hệ thống đường sắt liên kết thành phố đến Riyadh đang được xây dựng. Dự án đường sắt cao tốc Haramain sẽ liên kết thành phố đến Mecca và Medina. Một kế hoạch xây dựng hệ thống đường sắt nhẹ đô thị quy mô rộng mang tên Jeddah Metro được dự kiến hoàn thành vào năm 2020. Các xa lộ chính của Jeddah chạy song song với nhau.

## Các quận
Jeddah gồm 137 quận:
1. Al-Murjan
2. Al-Basateen
3. Al-Mohamadiya
4. Ash-Shati
5. An-Nahda
6. An-Naeem
7. An-Nozha
8. Az-Zahraa
9. As-Salamah
10. Al-Bawadi
11. Ar-Rabwa
12. As-Safa
13. Al-Khalidiya
14. Ar-Rawdha
15. Al-Faysaliya
16. Al-Andalus
17. Al-Aziziya
18. Ar-Rihab
19. Al-Hamraa
20. Al-Mosharafa
21. Ar-Roweis
22. Ash-Sharafiya
23. Bani Malik
24. Al-Woroud
25. An-Naseem
26. Al-Baghdadiya Ash-Sharqiya
27. Al-Amariya
28. Al-Hindawiya
29. As-Saheifa
30. Al-Kandra
31. As-Sulaimaniya
32. Al-Thaalba
33. As-Sabeel
34. Al-Qurayat
35. Gholail
36. An-Nozla Al-Yamaniya
37. Al-Nozla Ash-Sharqiya
38. Al-Taghr
39. Al-Jamaa
40. Madayin Al-Fahad
41. Ar-Rawabi
42. Al-Wazeeriya
43. Petromin
44. Al-Mahjar
45. Prince Abdel Majeed
46. Obhour Al-Janobiya
47. Al-Marwa
48. AL-Fayhaa
49. Đại học Quốc vương Abdul Al-Aziz
50. Al-Baghdadiya Al-Gharbiya
51. Al-Balad
52. Al-Ajwad
53. Al-Manar
54. As-Samer
55. Abruq Ar-Roghama
56. Madinat As-Sultan
57. Um Hablain
58. Al-Hamdaniya
59. Al-Salhiya
60. Mokhatat Al-Aziziya
61. Mokhatat Shamal Al-Matar
62. Mokhatat Ar-Riyadh
63. Mokhatat Al-Huda
64. Braiman
65. Al-Salam
66. Al-Mostawdaat
67. Al-Montazahat
68. Kilo 14
69. Al-Harazat
70. Um As-Salam
71. Mokhtat Zahrat Ash-Shamal
72. Al-Majid
73. Gowieza
74. Al-Gozain
75. Al-Kuwait
76. Al-Mahrogat
77. Al-Masfa
78. Al-Matar Al-Gadeem (sân bay cũ)
79. Al-Bokhariya
80. An-Nour
81. Bab Shareif
82. Bab Makkah
83. Bahra
84. Al-Amir Fawaz
85. Wadi Fatma
86. Obhour Shamaliya
87. At-Tarhil (trục xuất)
88. Al-Iskan Al-janoubi
89. At-Tawfeeq
90. Al-Goaid
91. Al-Jawhara
92. Al-Jamoum
93. Al-Khumra
94. Ad-Difaa Al-Jawi (không quân)
95. Ad-Dageeg
96. Ar-Robou
97. Ar-Rabie
98. Ar-Rehaily
99. As-Salmiya
100. As-Sanabil
101. As-Sinaiya (Bawadi)
102. Thành phố công nghiệp (Mahjar)
103. Al-Adl
104. Al-Olayia
105. Al-Faihaa
106. Al-Karanteena
107. Al-Ajaweed
108. Al-Ahmadiya
109. Al-Mosadiya
110. East Al-Khat As-Sarei
111. Kilo 10
112. Căn cứ Hải quân Quốc vương Faisal
113. Kilo 7
114. Kilo 45
115. Thành phố vệ binh Quốc vương Faisal
116. Kilo 11
117. Thowal
118. Kilo 13
119. Al-Makarona
120. Al-Layth
121. Al-Gonfoda
122. Rabegh
123. Kilo 8
124. Kilo 5
125. Kilo 2
126. Al-Mokhwa
127. Khu Vệ binh Quốc gia
128. As-Showag
129. Khu Không quân
130. Al-Morsalat
131. Ash-Shoola
132. Al-Corniche
133. Al-Waha
134. Mokhatat Al-Haramain
135. Kholais
136. Al-Rhmanya
137. Al-Belly

## Thành phố kết nghĩa
Jeddah có 35 thành phố kết nghĩa, được lựa chọn dựa trên tiêu chuẩn kinh tế, văn hoá và chính trị.
- Gorzów Wielkopolski, Ba Lan
- Los Angeles, Hoa Kỳ
- Adana, Thổ Nhĩ Kỳ
- Tunis, Tunisia
- Alexandria, Ai Cập
- Almaty, Kazakhstan
- Amman, Jordan
- Tabriz, Iran
- Chittagong, Bangladesh
- Baku, Azerbaijan
- Cairo, Ai Cập
- Casablanca, Maroc
- Istanbul, Thổ Nhĩ Kỳ[43]
- Jakarta, Indonesia
- Surabaya, Indonesia
- Pekanbaru, Indonesia
- Medan, Indonesia
- Johor Bahru, Malaysia
- Kuching, Malaysia
- Karachi, Pakistan
- Kazan, Nga
- Marbella, Tây Ban Nha
- Mary, Turkmenistan
- Dubai, Các Tiểu vương quốc Ả Rập Thống nhất
- Odessa, Ukraina
- Oran, Algérie
- Osh, Kyrgyzstan
- Plovdiv, Bulgaria
- Shimonoseki, Nhật Bản
- Saint Petersburg, Nga
- Đài Bắc, Đài Loan[44]
- Tây An, Trung Quốc